# Pustopolje
Pustopolje (cyr. Пустопоље) – wieś w Bośni i Hercegowinie, w Republice Serbskiej, w mieście Sarajewo Wschodnie, w gminie Pale. W 2013 roku liczyła 783 mieszkańców.